# Берент, Моше
Моше Берент (родился 2 февраля 1954 г.) — бывший преподаватель (на пенсии) кафедры социологии, политологии и коммуникаций Открытого университета.
Имеет степень бакалавра электротехники Техниона в Хайфе. Получил степень магистра философии под руководством профессора Йосефа Агасси в Тель-Авивском университете. Получил степень доктора по сравнительной политической истории в Кембриджском университете в Англии. Среди наставников Брента — социолог и исследователь национализма Эрнст Геллнер.
Сфера научных интересов: Древняя Греция и израильская национальная идентичность.
В 2022 году работал в «Ликуде».

## Книги
- Моше Берент, Йосеф Агасси, Юдит Бубер Агасси, Израильское национальное сознание, Центр развития имени Пинхаса Сапира, 1988.
- Моше Берент, Йосеф Агасси, Юдит Бубер Агасси, Кто такой израильтянин, издательство Кивуним, 1991.
- Моше Берент, Народ как все народы — на пути к созданию израильской республики, издательство Кармель, 2009.
- Моше Берент, Дело евреев — введение в другую историю Израиля, издательство Кармель, 2019.

## Статьи
- Доктор Моше Берент, Призыв арабов в армию как национальный интерес, на веб-сайте Открытого университета, 2012 г.

- Полис без гражданства: ответ критике «Социальная эволюция и история», том 5, номер 1. март 2006 г. стр. 141—163
- Греция: полис без государства, в «Раннем государстве: его альтернативы и аналоги» под редакцией Леонида Е. Гринина и др. (Волгоград, Россия, 2004) с. 364—387.
- Философ «государства Бога» или коммунитарист? Обзор «Философской теории государства» и связанных с ней эссе. Бернар Босанке, под редакцией Джеральда Ф. Гауса и Уильяма Суита (Чикаго, 2001 г.). Европейское наследие 9.4 (2004) 533—535
- Политика консенсуса и современное государство (с Китом Сазерлендом), в книге Кита Сазерленда (редактор), «Изнасилование Конституции?» (Торвертон, 2000 г.)
- Антропология и классика: война, насилие и безгосударственный полис, Classical Quarterly 50.1 (2000), 257—289.
- Стасис, или греческое изобретение политики История политической мысли, XIX, 3 (1998), стр. 331—362.
- Безгосударственный полис, к новой антропологической модели древнегреческой общины.